# Pratapa contractus
Pratapa contractus är en fjärilsart som beskrevs av John Henry Leech 1890. Pratapa contractus ingår i släktet Pratapa och familjen juvelvingar. Inga underarter finns listade i Catalogue of Life.